# Програма «Експлорер»

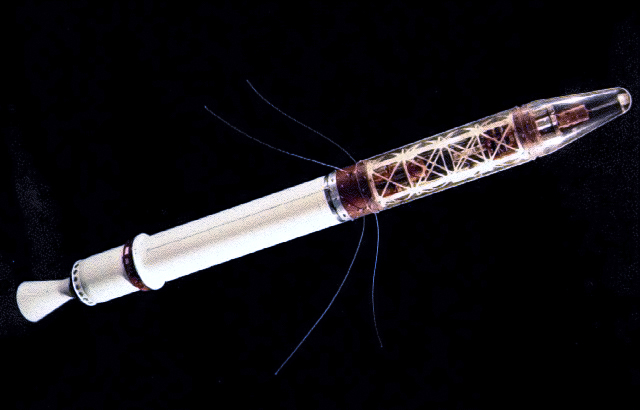
Explorer 1.

Експлорер (англ. Explorer, Дослідник) — американська космічна програма вивчення космосу, за якою здійснюються часті запуски для геліофізичних і астрофізичних досліджень. Перший запуск здійснено 1958 року, програма досі активна, здійснено понад 90 запусків з використанням раке-носіїв Юпітер-С/Джуно-I, Джуно-II, модифікації ракет Тор (наприклад, Тор-Ейбл), Скаут модифікації Дельти і Дельти-2 і Пегас.
Керування апаратами програми здійснюється з центрального офісу в центрі космічних польотів Годдарда, в Ґрінбелті, штат Меріленд

## Історія
Під час міжнародного геофізичного року армія США пропонувала запустити науковий супутник розроблений під керівництвом армії, однак цю пропозицію відхилили на користь проекту американських ВМС Венґард. Після невдалого запуску Венґарда 6 грудня 1957-го року вирішено запускати армійську розробку. 31 січня 1958-го року здійснено перший вдалий запуск американського космічного апарата Експлорер-1
Починаючи з Експлорера-6, програму передали НАСА, яке продовжило використовувати назву «експлорер» для наступних серій відносно невеликих космічних апаратів, спрямованих на наукові дослідження.
Апарати здійснили такі важливі відкриття: магнітосферу Землі і форму гравітаційного поля; сонячний вітер; властивості мікрометеоритів, які падають на Землю; докладніше вивчили ультрафіолетові, космічні й рентгенівські промені з Сонячної системи і з-за її меж; фізичні властивості іоносфери; сонячну плазму; сонячні енергетичні частинки; фізичні властивості атмосфери.

## Список запусків
| №  | Назва                                                                                   | Дата запуску      | Стисло про політ                                                                    | Закінчення роботи | Схід з орбіти             |
| -- | --------------------------------------------------------------------------------------- | ----------------- | ----------------------------------------------------------------------------------- | ----------------- | ------------------------- |
| 1  | Експлорер-1                                                                             | 31 січня 1958     | Дослідження енергетичних частинок, відкриття радіаційних поясів                     | 23 травня 1958    | 31 березня 1970           |
| 2  | Експлорер-2                                                                             | 5 березня 1958    | Не вийшов на орбіту                                                                 | –                 | –                         |
| 3  | Експлорер-3 (Гамма-1)                                                                   | 26 березня 1958   | Дослідження енергетичних частинок                                                   | 27 червня 1958    | 27 червня 1958            |
| 4  | Експлорер-4                                                                             | 26 липня 1958     | Відстеження ядерних випробувань                                                     | 5 жовтня 1958     | 23 жовтня 1959            |
| 5  | Експлорер-5                                                                             | 24 серпня 1958    | Не вийшов на орбіту                                                                 | –                 | –                         |
| 7x | Експлорер-7x (С-1)                                                                      | 16 липня 1959     | Вимірювання радіаційного поясу Землі, ракету знищено після збою в системі наведення | –                 | –                         |
| 6  | Експлорер-6 (С-2)                                                                       | 7 серпня 1959     | Дослідження магнітосфери Землі                                                      | 6 жовтня 1959     | 1 липня 1961              |
| 7  | Експлорер-7 (С-1A)                                                                      | 13 жовтня 1959    | Дослідження енергетичних частинок                                                   | 24 серпня 1961    | На орбіті                 |
| –  | С-46                                                                                    | 23 березня 1960   | Не вийшов на орбіту                                                                 | –                 | –                         |
| 8  | Експлорер-8 (С-30)                                                                      | 3 листопада 1960  | Вимірювання атмосферного складу іоносфери                                           | 27 грудня 1960    | На орбіті                 |
| –  | С-56                                                                                    | 4 грудня 1960     | Вимірювання щільності атмосфери Землі, не вийшов на орбіту                          | –                 | –                         |
| 9  | Експлорер-9 (С-56A)                                                                     | 16 лютого 1961    | Вимірювання щільності атмосфери Землі                                               | 9 квітня 1964     | 9 квітня 1964             |
| –  | С-45                                                                                    | 24 лютого 1961    | Дослідження іоносфери, не вийшов на орбіту                                          | –                 | –                         |
| 10 | Експлорер-10 (П-14)                                                                     | 25 березня 1961   | Дослідження магнітного поля                                                         | 27 березня 1961   | 1 червня 1968             |
| 11 | Експлорер-11 (С-15)                                                                     | 27 квітня 1961    | Дослідження гамма-променів                                                          | 17 листопада 1961 | На орбіті                 |
| –  | С-45A                                                                                   | 25 травня 1961    | Дослідження іоносфери, не вийшов на орбіту                                          | –                 | –                         |
| –  | С-55 (Meteoroid Satellite-A, Micrometeorite Explorer)                                   | 30 червня 1961    | Дослідження мікрометеоритів, не вийшов на орбіту                                    | –                 | –                         |
| 12 | EPE-A (С-3, Energetic Particle Explorer-A)                                              | 16 серпня 1961    | Дослідження енергетичних частинок                                                   | 6 грудня 1961     | 1 вересня 1963            |
| 13 | Експлорер-13 (С-55A)                                                                    | 25 серпня 1961    | Дослідження мікрометеоритів                                                         | 28 серпня 1961    | 28 серпня 1961            |
| 14 | EPE-B (Energetic Particle Explorer-B)                                                   | 2 жовтня 1962     | Дослідження енергетичних частинок                                                   | 11 серпня 1963    | 1 липня 1966              |
| 15 | EPE-C (Energetic Particle Explorer-C)                                                   | 27 жовтня 1962    | Дослідження енергетичних частинок                                                   | 30 січня 1963     | 15 січня 1978             |
| 16 | Експлорер-16 (С-55B)                                                                    | 16 грудня 1962    | Дослідження мікрометеоритів                                                         | 22 липня 1963     | 24 листопада 1966         |
| 17 | AE-A (Atmosphere Explorer-A)                                                            | 3 квітня 1963     | Дослідження атмосфери Землі                                                         | 10 липня 1963     | 24 листопада 1966         |
| 18 | IMP-A (IMP-1, Interplanetary Monitoring Platform-A)                                     | 27 листопада 1963 | Дослідження магнітосфери Земли                                                      | 10 травня 1965    | 30 грудня 1965            |
| 19 | AD-A (Atmospheric Density-A)                                                            | 19 грудня 1963    | Вимірювання щільності атмосфери                                                     | 10 травня 1981    | 10 травня 1981            |
| 20 | IE-A (С-48, TOPSI, Ionosphere Explorer-A)                                               | 25 серпня 1964    | Дослідження іоносфери                                                               | 29 грудня 1965    | На орбіті                 |
| 21 | IMP-B (IMP-2, Interplanetary Monitoring Platform-B)                                     | 4 жовтня 1964     | Дослідження магнітосфери                                                            | 13 жовтня 1965    | 30 січня 1966             |
| 22 | BE-B (С-66, Beacon Explorer-B)                                                          | 10 жовтня 1964    | Геодезичні й іоносферичні дослідження                                               | Лютий 1970        | На орбіті                 |
| 23 | Експлорер-23 (С-55C)                                                                    | 6 листопада 1964  | Дослідження мікрометеоритів                                                         | 7 листопада 1965  | 29 червня 1983            |
| 24 | AD-B (Atmospheric Density-B)                                                            | 21 листопада 1964 | Вимірювання щільності атмосфери                                                     | 18 жовтня 1968    | 18 жовтня 1968            |
| 25 | Іньян-4 (IE-B, Ionosphere Explorer-B)                                                   | 21 листопада 1964 | Дослідження іоносфери                                                               | Грудень 1966      | На орбіті                 |
| 26 | EPE-D (Energetic Particle Explorer-D)                                                   | 21 грудня 1964    | Вивчення енергетичних частинок.                                                     | 27 грудня 1967    | На орбіті                 |
| 27 | BE-C (Beacon Explorer-C)                                                                | 29 квітня 1965    | Вивчення магнітосфери.                                                              | 20 липня 1973     | На орбіті                 |
| 28 | IMP-C (IMP 3, Interplanetary Monitoring Platform-C)                                     | 29 травня 1965    | Вивчення магнітосфери.                                                              | 12 травня 1967    | 4 липня 1968              |
| 29 | GEOS 1 (GEOS-A)                                                                         | 6 листопада 1965  | Геодезичний моніторинг Землі                                                        | 23 червня 1978    | На орбіті                 |
| 30 | Solrad-8 (SE-A)                                                                         | 19 листопада 1965 | Моніторинг сонячної радіації (Прихований політ радіоелектронної розвідки)           | 5 листопада 1967  | На орбіті                 |
| 31 | DME-A                                                                                   | 29 листопада 1965 | Дослідження іоносфери                                                               | 1 жовтня 1969     | На орбіті                 |
| 32 | AE-B (Atmosphere Explorer-B)                                                            | 25 травня 1966    | Дослідження атмосфери                                                               | Березень 1967     | 22 лютого 1985            |
| 33 | IMP-D (AIMP 1, Anchored IMP 1, Interplanetary Monitoring Platform-D)                    | 1 липня 1966      | Дослідження магнітосфери                                                            | 21 вересня 1971   | На орбіті                 |
| 34 | IMP-F (IMP-4, Interplanetary Monitoring Platform-F)                                     | 24 травня 1967    | Дослідження магнітосфери                                                            | 3 травня 1969     | 3 травня 1969             |
| 35 | IMP-E (AIMP-E, AIMP 2, Anchored IMP 2, Interplanetary Monitoring Platform-E)            | 19 липня 1967     | Дослідження магнітосфери Землі                                                      | 24 липня 1973     | —                         |
| 36 | GEOS-2 (GEOS-B)                                                                         | 11 січня 1968     | Геодезичний моніторинг Землі                                                        | 1 липня 1982      | На орбіті                 |
| 37 | Solrad-9 (SE-B)                                                                         | 5 березня 1968    | Моніторинг сонячної радіації (Прихований політ радіоелектронної розвідки)           | 30 квітня 1974    | 16 листопада 1990         |
| 38 | RAE-A (RAE-1, Radio Astronomy Explorer-A)                                               | 4 липня 1968      | Радіоастрономія                                                                     | —                 | На орбіті                 |
| 39 | AD-C (Atmospheric Density-C)                                                            | 8 серпня 1968     | Вимірювання щільності атмосфери                                                     | 23 червня 1971    | 22 червня 1981            |
| 40 | Іньян-5 (Іньян-C, IE-C, Ionosphere Explorer-C)                                          | 8 серпня 1968     | Дослідження магнітосфери Землі                                                      | Червень1971       | На орбіті                 |
| 41 | IMP-G (IMP-5, Interplanetary Monitoring Platform-G)                                     | 21 червня 1969    | Дослідження магнітосфери                                                            | 23 грудня 1972    | 23 грудня 1972            |
| 42 | SAS-A (Small Astronomy Satellite-A, SAS-1, Uhuru)                                       | 12 грудня 1970    | Рентгенівська астрономія                                                            | 4 січня 1975      | 5 квітня 1979             |
| 43 | IMP-H (IMP-6, Interplanetary Monitoring Platform-H)                                     | 13 березня 1971   | Дослідження магнітосфери                                                            | 2 жовтня 1974     | 2 жовтня 1974             |
| 44 | Solrad-10 (SE-C, SOLRAD-C)                                                              | 8 липня 1971      | Моніторинг сонячної радіації (Прихований політ радіоелектронної розвідки)           | 30 червня 1973    | 15 грудня 1979            |
| 45 | SSS-A (S-Cubed A)                                                                       | 15 листопада 1971 | Дослідження магнітосфери Землі                                                      | 30 вересня 1974   | 10 січня 1992             |
| 46 | Meteoroid Technology Satellite (MTS, METEC)                                             | 13 серпня 1972    | Дослідження мікрометеоритів                                                         | 4 листопада 1974  | 2 листопада 1979          |
| 47 | IMP-I (IMP-7, Interplanetary Monitoring Platform-I)                                     | 23 вересня 1972   | Дослідження магнітосфери                                                            | 31 жовтня 1978    | На орбіті                 |
| 48 | SAS-B (Small Astronomy Satellite-B, SAS-2)                                              | 15 листопада 1972 | Рентгенівська астрономія                                                            | 8 червня 1973     | 20 серпня 1980            |
| 49 | RAE-B (RAE-2, Radio Astronomy Explorer-B)                                               | 10 червня 1973    | Радіоастрономія                                                                     | 26 квітня 1977    | На місячній орбіті        |
| 50 | IMP-J (IMP-8, Interplanetary Monitoring Platform-J)                                     | 26 жовтня 1973    | Дослідження магнітосфери                                                            | 7 жовтня 2006     | На орбіті                 |
| 51 | AE-C (Atmosphere Explorer-C)                                                            | 16 грудня 1973    | Дослідження атмосфери                                                               | —                 | 12 грудня 1978            |
| 52 | Hawkeye-1, Іньян-6 (IE-D, Ionosphere Explorer-D)                                        | 3 червня 1974     | Дослідження магнітосфери                                                            | 28 квітня 1978    | 28 квітня 1978            |
| 53 | SAS-C (Small Astronomy Satellite-C, SAS-3)                                              | 7 травня 1975     | Рентгенівська астрономія                                                            | 7 квітня 1979     | 9 квітня 1979             |
| 54 | AE-D (Atmosphere Explorer-D)                                                            | 6 жовтня 1975     | Дослідження атмосфери                                                               | 29 січня 1976     | 12 березня 1976           |
| 55 | AE-E (Atmosphere Explorer-E)                                                            | 20 листопада 1975 | Дослідження атмосфери                                                               | 25 вересня 1980   | 10 червня 1981            |
| 56 | ISEE 1 & 2 (International Sun-Earth Explorer-A & B)                                     | 22 жовтня 1977    | Дослідження магнітосфери                                                            | 26 вересня 1987   | 26 вересня 1987           |
| 57 | IUE (International Ultraviolet Explorer)                                                | 26 січня 1978     | Ультрафіолетова астрономія                                                          | 30 вересня 1996   | На орбіті                 |
| 58 | HCMM (AEM-A, Applications Explorer Mission-A, Heat Capacity Mapping Mission)            | 26 квітня 1978    | Теплове обстеження поверхні Землі                                                   | 30 вересня 1980   | —                         |
| 59 | ISEE-3 (International Sun-Earth Explorer-C, ICE)                                        | 12 серпня 1978    | Дослідження магнітосфери                                                            | Працює            | На геліоцентричній орбіті |
| 60 | SAGE (AEM-B, Applications Explorer Mission-B, Stratospheric Aerosol and Gas Experiment) | 18 лютого 1979    | Дослідження стратосфери й озонового шару                                            | 7 січня 1982      | 11 квітня 1989            |
| 61 | Magsat (AEM-C, Applications Explorer Mission-C, Magnetic Field Satellite)               | 30 жовтня 1979    | Дослідження магнітного поля Землі                                                   | 6 травня 1980     | 11 червня 1980            |
| 62 | DE-1 (DE-A, Dynamics Explorer-A)                                                        | 3 серпня 1981     | Дослідження магнітосфери                                                            | 28 лютого 1991    | На орбіті                 |
| 63 | DE-2 (DE-B, Dynamics Explorer-B)                                                        | 3 серпня 1981     | Дослідження магнітосфери                                                            | 1983              | 19 лютого 1983            |
| 64 | SME Solar Mesosphere Explorer                                                           | 6 жовтня 1981     | Дослідження магнітосфери                                                            | 4 квітня 1989     | 5 березня 1991            |
| 65 | AMTPE/CCE (Active Magnetospheric Particle Tracer Explorers/Charge Composition Explorer) | 16 серпня 1984    | Дослідження магнітосфери                                                            | 12 липня 1989     |                           |
| 66 | COBE                                                                                    | 18 листопада 1989 | Мікрохвильова астрономія                                                            | 23 грудня 1993    | На орбіті                 |
| 67 | EUVE                                                                                    | 7 червня 1992     | Ультрафіолетова астрономія                                                          | 30 січня 2002     | На орбіті                 |
| 68 | SAMPEX                                                                                  | 3 липня 1992      | Дослідження магнітосфери                                                            | 30 червня 2004    | На орбіті                 |
| 69 | RXTE                                                                                    | 30 грудня 1995    | Рентгенівська астрономія                                                            | 3 січня 2012      | На орбіті                 |
| 70 | FAST                                                                                    | 21 серпня 1996    | Дослідження полярного сяйва                                                         | Працює?           | На орбіті                 |
| 71 | ACE                                                                                     | 25 серпня 1997    | Дослідження сонячних, міжпланетних, міжзоряних частинок                             | Працює            | На орбіті Лісажу          |
| 72 | SNOE                                                                                    | 26 лютого 1998    | Дослідження атмосфери                                                               | 13 грудня 2003    | 13 грудня 2003            |
| 73 | TRACE                                                                                   | 2 квітня 1998     | Сонячна обсерваторія                                                                | Працює            | На орбіті                 |
| 74 | SWAS                                                                                    | 6 грудня 1998     | Субміліметрова астрономія                                                           | —                 | На орбіті                 |
| 75 | WIRE                                                                                    | 5 березня 1999    | Інфрачервона астрономія                                                             | Працює            | На орбіті                 |
| 76 | TERRIERS                                                                                | 18 травня 1999    | Дослідження атмосфери                                                               | 18 травня 1999    | На орбіті                 |
| 77 | FUSE                                                                                    | 23 червня 1999    | Ультрафіолетова астрономія                                                          | 18 жовтня 2007    | На орбіті                 |
| 78 | IMAGE                                                                                   | 25 березня 2000   | Дослідження магнітосфери                                                            | 18 грудня 2005    | На орбіті                 |
| 79 | HETE-2                                                                                  | 9 жовтня 2000     | Ультрафіолетова, рентгенівська, гамма-астрономія                                    | Працює            | На орбіті                 |
| 80 | WMAP                                                                                    | 30 червня 2001    | Мікрохвильова астрономія                                                            | Жовтень 2010      | На орбіті Лісажу          |
| 81 | RHESSI                                                                                  | 5 лютого 2002     | Сонячні спалахи                                                                     | Працює            | На орбіті                 |
| 82 | CHIPSat                                                                                 | 13 січня 2003     | Ультрафіолетова спектроскопія й астрономія                                          | 11 квітня 2008    | На орбіті                 |
| 83 | GALEX                                                                                   | 28 квітня 2003    | Ультрафіолетова астрономія                                                          | Працює            | На орбіті                 |
| 84 | SWIFT                                                                                   | 20 листопада 2004 | Гамма-астрономія                                                                    | Працює            | На орбіті                 |
| 85 | THEMIS (№ 1)                                                                            | 17 лютого 2007    | Дослідження магнітосфери                                                            | Працює            | На орбіті                 |
| 86 | THEMIS (№ 2)                                                                            | 17 лютого 2007    | Дослідження магнітосфери                                                            | Працює            |                           |
| 87 | THEMIS (№ 3)                                                                            | 17 лютого 2007    | Дослідження магнітосфери                                                            | Працює            | На орбіті                 |
| 88 | THEMIS (№ 4)                                                                            | 17 лютого 2007    | Дослідження магнітосфери                                                            | Працює            | На орбіті                 |
| 89 | THEMIS (№ 5)                                                                            | 17 лютого 2007    | Дослідження магнітосфери                                                            | Працює            | На орбіті                 |
| 90 | AIM                                                                                     | 25 квітня 2007    | Спостереження за мезосферними хмарами                                               | Працює            | На орбіті                 |
| 91 | IBEX                                                                                    | 19 жовтня 2008    | Дослідження меж Сонячної системи і міжзоряного простору                             | Працює            | На орбіті                 |
| 92 | WISE                                                                                    | 14 грудня 2009    | Інфрачервона астрономія                                                             | Працює            | На орбіті                 |
| 93 | NuSTAR                                                                                  | 13 червня 2012    | Рентгенівська астрономія                                                            | Працює            | На орбіті                 |
| 94 | IRIS                                                                                    | 28 червня 2013    | Сонячний УФ-телескоп                                                                | Працює            | На орбіті                 |